# Emplasmen Pasar IV Namo Trasi
Emplasmen Pasar IV Namo Trasi is een bestuurslaag in het regentschap Langkat van de provincie Noord-Sumatra, Indonesië. Emplasmen Pasar IV Namo Trasi telt 2842 inwoners (volkstelling 2010).